# Fabrice Onana
Badouina Onana Fabrice (1994. október 5. –) kameruni válogatott labdarúgó, a Mezőkövesdi SE játékosa volt 2018-2019, után 2019-2020 Colombe Sportive Du Dja-et-Lobo (Cameroun) most a Stade Renard de Melón.

## Pályafutása

### Klubcsapatokban
Onana 2016 és 2017 között a tunéziai élvonalbeli Stade Gabèsien játékosa volt, melynek színeiben tizenkét bajnoki mérkőzésen lépett pályára. 2017 év elején a szintén élvonalbeli CS Hammam-Lif játékosa volt, melynek színeiben egy bajnoki gólt szerzett, csapata pedig az idény végén kiesett az élvonalból. 2018 februárjában szerződtette őt a magyar élvonalbeli Mezőkövesdi SE csapata, új klubjánál a 23-as számú mezt kapta.2018-2019Colombe Sportive Du Dja-et-Lobo (Cameroun) a hol 9 meccs jácsott és 2 goals rúgott. 2019-2020 tovább folytatódott azonos cluban és 21 meccs jácsott 6 goal és Á válogató tádja lett.

### Válogatott
A kameruni labdarúgó-válogatottban 2020. február 24-én debütált egy Ruanda elleni barátságos mérkőzésen.

#### Mérkőzései a kameruni válogatottban
| #  | Dátum             | Ellenfél | Eredmény | Kiírás              | Esemény |
| -- | ----------------- | -------- | -------- | ------------------- | ------- |
| 3. | 2020. február 24. | Ruanda   | 0 – 0    | barátságos mérkőzés | 89'     |